# Біллі Мейс
Вільям (Біллі) Деррел Мейс-молодший (англ. William Darrell "Billy" Mays Jr.; 20 липня 1958, Мак-Кіс-Рокс, Пенсільванія, США — 28 червня 2009, Тампа, Флорида, США) — американський промоутер, засновник і головний виконавчий директор Mays Promotions, Inc. Під час роботи на телебаченні просував багато очисних і побутових засобів, серед них компанії «Fix-It», «OxiClean», «Orange Glo», «Kaboom», «Zorbeez». Мейс стверджував, що був запеклим споживачем продуктів, які він рекламував.

## Життєпис

### Ранні роки
Мейс народився в Мак-Кіс-Рокс, штат Пенсільванія, і виріс у сусідньому Піттсбурзі. Він навчався в середній школі Сто-Рокс (англ. Sto-Rox High School), а потім в Університеті Західної Вірджинії. Нетривалий час по тому Вільям кинув навчання і став працювати у фірмі свого батька.

### Початок кар'єри
1983 року переїхав до Атлантик-Сіті, штат Нью-Джерсі, разом зі своїм шкільним другом. Тоді ж Мейс почав продавати різні товари перехожим.

### Робота на телебаченні
1993 року Біллі Мейс познайомився з Максом Аппелем, який заснував компанію «Orange Glo International» [О́ранж Ґло Інтерне́шнл], після чого той найняв його на роботу телевізійним промоутером його бренду. Мейс просував компанію Аппеля на каналі Home Shopping Network. Біллі полюбився багатьом телеглядачам, і продажі бренду різко зросли. Водночас деяким його манера просування товару здалася трохи різкою і грубою.

### Смерть
До своєї смерти Мейс уклав угоду з мережею ресторанів «Taco Bell» на знімання в рекламному фільмі. Початок знімального процесу було заплановано на серпень 2009 року, однак цьому перешкодила його раптова смерть. Він помер у своєму будинку в Тампі, Флорида від серцевої недостатности. Тіло промоутера виявила його дружина.